# Vasvári Kovács József
Vasvári Kovács József, névváltozat: Kováts (Paks, 1832. február 17. – Nagysurány, 1894. október 2.) énekes, színész.

## Élete
Kovács (Kováts) István megyei orvos és Kováts Terézia fia, 12 gyermek közül nyolcadikként született, 1832. február 20-án keresztelték. Az 1848-49-es szabadságharcban tüzér volt és altiszt lett belőle; mind a két lábán megsebesült. 1850. október 2-án lépett a színi pályára Kalocsán, Bács Károly vidéki színigazgató társulatában. Első nagyobb szerepe a Csikósban Kis Bálint volt. Szorgalmas tagja volt a Molnár-féle Budai Népszínháznak; fellépett a Komló-kertben dalénekesként Vincze János és Virágh Gyula társulatában. Azután 1870-től a pesti Nemzeti Színház karába szerződtették; innét később a Népszínházhoz ment át, és annak megnyíltától (1875) óta tagja maradt 1892. április 1-ig, amikor saját kérelmére 810 forinttal nyugdíjaztatott. Színészi pályájának negyvenéves jubileumát 1890. október 2-án a Sárga csikó Bőgőse szerepében ünnepelte.
Apró szerepeket játszott, leginkább cigányokat vagy részeges kántorokat a népszínművekben. Az ország mint a «nemzet funeratorát» ismerte. Nevezetesebb ember ha meghalt, Kovács mindig ott volt a temetésén, ő vitte a keresztet, fejfát. Ez az ő kiváltsága volt már régen. Ott lépdelt a koporsó előtt magyaros gyászban és ünnepélyes komolysággal. Irányi, majd Kossuth Lajos koporsója előtt is ő vitte a keresztet, már roskadozva. Ez volt utolsó működése. A koporsók koszorúiból mindig eltett egy-egy levelet, virágot, azokat gyűjtötte, betette a nevezetesebbeket rámába, a többit párnájába. A szobája tele volt temetési relikviákkal. Elkészítette előre a saját koporsóját is, melyet befestett tulipánokkal és ráírta a nevét. A magyar ruhát soha le nem vetette; abban ment el Zágrábba is egy kirándulás alkalmával és a lembergi kiállításra, ahol a rokkant öreg az ő hosszú fehér hajával és szakállával, magyar öltözetében feltűnést keltett. Akkor hűlt meg és betegen ment a nagysurányi színész menedékházba, (melynek megnyitásától fogva tagja volt), ahol meghalt. Bényei István, a budapesti színész-egyesület titkára mondott koporsójánál búcsúbeszédet.

## Fontosabb szerepei
- Vasas német (Gaál J.: A peleskei nótárius)
- Bőgős (Csepreghy F.: A sárga csikó)

## Működési adatai
- 1850–52: Bács
- 1852–55: Szöllősi Mihály, Szuper Károly
- 1855–57: Pécs, Baja, Szabadka
- 1858–61: Debrecen, Baja, Pécs, Kassa, Nagyvárad, Miskolc, Pozsony, Szeged
- 1861–64: Budai Népszínház
- 1866: Kolozsvár
- 1867–69: Budai Népszínház
- 1871: Völgyi György

## Munkái
- A budapesti kerepesuti temető térképe. Bpest, év n. (Kőnyomat.)
- E század jelesebb magyar elhunytjainak névsora. Uo. 1894.

Naplót vezetett életéről, amelybe annak minden jelentékenyebb mozzanata fel van jegyezve; ez kéziratban a család birtokában van.